# فردی اسمیت
فردی اسمیت (انگلیسی: Freddie Smith؛ زادهٔ ۱۹ مارس ۱۹۸۸) یک هنرپیشه اهل ایالات متحده آمریکا است.